# În căutarea gloriei
În căutarea gloriei este un film original Disney Channel care s-a lansat pe 10 iunie 2005. Walt Disney Records a lansat un album cu melodiile din film, începând cu melodia cântată de Everlife, însoțită de un videoclip.

## Rezumat
În filmul "În căutarea gloriei" este vorba despre o adolescentă talentată care practica patinajul artistic și care visa să devină o campioană. Ea este descoperită de o faimoasă antrenoare de patinaj din Rusia. Ea nu are destui bani ca să se antreneze cu faimoasa antrenoare, care este asociată cu o școală privată, dar ea are oportunitatea să ia o bursă școlară, așa că ea poate să practice acest sport. Ea acceptă bursa și învață să joace hockey. Ea se schimbă pe parcurs. Ea învață despre colegii ei de echipă și își face mulți prieteni. 
Katelin învață și câteva lecții despre viață pe parcurs. Ea are și de făcut multe alegeri. Fratele ei mai mic iubește hockeyul și învață prin experiența surorii sale cum să fi un frate mai bun și mai încurajator.

## Actori
- Jordan Hinson - Katelin Kingsford
- Whitney Sloan - Amy "Hollywood" Henderson
- Cristine Rose - Natasha Goberman
- Ryan Malgarini - Bradley Kingsford
- Tania Gunadi - Mojo
- Amy Halloran - Ronnie
- Brittany Curran - Pamela
- Sabrina Speer - Shelby Singer
- Jake Abel - Spencer
- Kristi Yamaguchi - Ea însăși
- Jodi Russell - Linda Kingsford
- Curt Dousett - Ed Kingsford
- Paul Kiernan - Antrenorul Reynolds
- Morgan Lund - Bob
- Austin Jepson - Austin B. Jepson)
- Anne Sward - Ginger
- Shauna Thompson - Antrenorul Asistent Grace
- Kadee Leishman - Heather

## Apariția unei vedete
În filmul " În căutarea gloriei " este o singură apariție a unei vedete. Aceasta a fost făcută de câștigătoarea de medalie de aur la Olimpiada de Iarnă Kristi Yamaguchi. Ea apare ca o patinatoare care este păcălită să ia niște sucuri pentru petrecere. Ea este pictată înainte să fie blocată în dulapul lui Janitors, ajungând prea târziu să se antreneze cu Kristi.

## Melodii
A apărut un album special făcut pentru acest film, care conține melodiile apărute în film. A fost lansat pe 7 iunie 2005 în Statele Unite ale Americii.

### Listă de melodii
1. Everlife - Go Figure (În căutarea gloriei) – 4:08
2. Bowling for Soup - Greatest Day (Cea mai Bună Zi) – 3:13
3. Caleigh Peters - I Can Do Anything (Nu Pot Să Fac Nimic)– 3:42
4. Brie Larson - She Said (Ea A Spus) – 3:44
5. Hope 7 - I Want Everything (Vreau Orice) – 2:54
6. Superchic(k) - Anthem – 2:51
7. Raven-Symoné - Life Is Beautiful (Viața Este Frumoasă) – 3:16
8. Cadence Grace - Crash Goes My World (Lumea Mea Se Rupe) – 3:03
9. Junk - Life Is Good (Viața Este Bună) – 3:10

## Trivia
- Unul dintre patinatori, Stephanie Rosenthal, a mers către Naționale. Ea a luat locul 8, și câștigătorul colegiatului național.
- Disney a crezut că În căutarea gloriei va avea un succes enorm, așa că a lansat un album și planificase să lanseze și un DVD, însă filmul nu a mai fost lansat.
- La început filmul s-a numit Stick It, care a fost apoi numit Touchstone, acesta fiind lasnat în unele teatre.
- Scenele din afara școlii au fost filmate în Westminster Campus din Salt Lake City, Utah. Numele folosite pentru clădiri în film au fost Converse și Shaw.
- În scena cu petrecerea, melodia lui Raven Symon, "Life is Beautiful", cânta în decor. Acest cântec a fost lansat pe albumul lui Symone, It's My Time, care a fost lansat nu după mult timp înaintea filmului.

## Premii
În căutarea gloriei a fost nominalizat la premiile Young Artist pentru Cel Mai Bun Film Televizat.

## Diferențe în film
- Vârsta minimă ca să participi la Campionatul Mondial este 16. Multe părți din povestire arată că personajele sunt prea mici ca să poată participa la eveniment.
- Națiunea Americii nu folosește lumină teatrală pentru niciun fel de emisiune.
- Programul scurt și patinatul liber sunt ținute în diferite moduri. Un câștigător nu poate fi declarat numai după un singur patinaj.
- Muzica pentru programe scurte sau lungi trebuie să fie instrumentală.